# Список Національних мистецьких колективів України
Список Національних мистецьких колективів України
1. Національний заслужений академічний симфонічний оркестр України, Володимирський узвіз, 2 Б, м. Київ, 01001; Генеральний директор: Горностай Олександр Васильович; Художній керівник: Сіренко Володимир Федорович
2. Національний заслужений академічний ансамбль танцю України імені Павла Вірського; бульвар Т. Шевченка, 50-52, м. Київ, 01032; Генеральний директор - художній керівник: Вантух Мирослав Михайлович
3. Національна заслужена капела бандуристів України імені Г. І. Майбороди; бульвар Т. Шевченка,50-52, м. Київ, 01032; Генеральний директор - художній керівник: Курач Юрій Володимирович
4. Національний заслужений академічний український народний хор України імені Г. Г. Верьовки; бульвар Т. Шевченка, 50-52, м. Київ, 01032; Генеральний директор - художній керівник: Корінець Зеновій Михайлович;
5. Національний академічний оркестр народних інструментів України; бульвар Т. Шевченка, 50-52, м. Київ, 01032; Генеральний директор - художній керівник: Гуцал Віктор Омелянович;
6. Національна заслужена академічна капела України «Думка»; бульвар Т. Шевченка, 50-52, м. Київ, 01032; Генеральний директор - художній керівник: Савчук Євген Герасимович
7. Національний ансамбль солістів «Київська камерата»; вул. Пушкінська, 32, м. Київ, 01004; Генеральний директор – художній керівник: Матюхін Валерій Олександрович
8. Національний одеський філармонійний оркестр; вул. Буніна, 15, м. Одеса, 65026; Генеральний директор: Косяченко Іван Іванович; Художній керівник: Хобарт Ерл
9. Національний академічний духовий оркестр України; Володимирський узвіз, 2 Б, м. Київ, 01001; Генеральний директор: Піроженко Олександр Іванович; Художній керівник: Мороз Михайло Григорович
10. Івано-Франківський національний академічний Гуцульський ансамбль пісні і танцю «Гуцулія»; вул. Леся Курбаса, 3, м. Івано-Франківськ, 76000; Генеральний директор –художній керівник: Князевич Петро Михайлович